# Paul Boulet
Paul Boulet (Brebières, 2 gennaio 1884 – Vaucresson, 28 giugno 1971) è stato uno scrittore ed esperantista francese, amministratore delle Dogane francesi.

## Biografia
Boulet divenne esperantista nel 1902, fu segretario del Comitato Organizzatore del primo Congresso Universale di esperanto nel 1905 a Boulogne-sur-Mer. Fu tra i fondatori del gruppo esperantista di Rouen, guidò corsi di esperanto e collaborò con la rivista La Revuo. Membro del Lingva Komitato dal 1909, si dimise da questa carica per l'eccessivo lavoro.

## Opere
- con Alfred Michaux: Méthode pour apprendre seul l' Espéranto, 1905.
- Kongresa Libro, 1905.
- Franca Gramatiko por Esperantistoj, ("Grammatica francese per esperantisti"), 1907.
- Tri Monologoj, 1907.
- Du mil Novaj Vortoj ("Duemila nuove parole"), prese dalle opere di L. L. Zamenhof e non trovabili nell'Universala Vortaro ("Vocabolario Universale"), 1909.
- Collaborò con Théophile Cart per i vocabolari Francesco-Esperanto ed Esperanto-Francese.